# Archidiecezja kalocko-kecskemécka
Archidiecezja kalocko-kecskemécka – jedna z 3 diecezji w metropolii kalocko-kecskeméckiej. Jej powstanie datuje się na 1000, archidiecezja od 1993. Katedrą diecezji jest Katedra Wniebowzięcia Najświętszej Maryi Panny w Kalocsy.

## Biskupi
- arcybiskup metropolita – abp Balázs Bábel (od 1999)

## Bibliografia

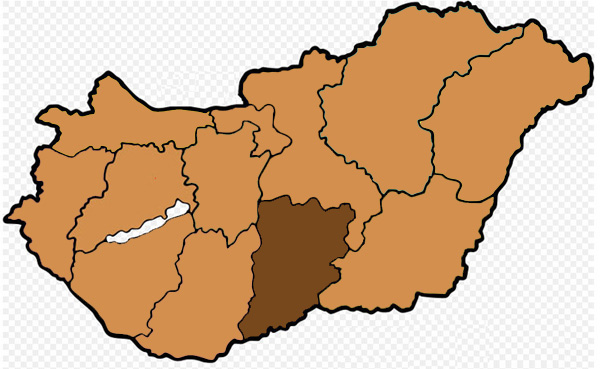
Archidiecezja kalocko-kecskemécka na mapie Węgier